# 宇文导
宇文導（511年—554年），字菩薩，鮮卑人，北周宗室。西魏十二大将軍之一，宇文泰的侄子，宇文顥与阎姬之子。

## 生平
宇文导随叔父宇文泰投葛荣軍中，528年，葛荣敗，移兵晋陽。与宇文泰在賀拔岳属下入关中，从军征战。534年，宇文泰討侯莫陳悦，宇文導都督駐屯原州。侯莫陳悦敗走北方，宇文導率騎兵追擊，在牵屯山追上侯莫陳悦，斬首送至長安。因功封为饒陽县侯、受冠軍将軍之位、加通直散騎常侍。
535年，西魏建国，宇文導進爵位为公，受位使持節、散騎常侍、車騎大將軍、左光禄大夫。537年，宇文泰東征，宇文導入宿衛，为領軍将軍、大都督。高欢渡河侵入馮翊，宇文泰率軍从弘农入关中，宇文導率左右禁軍在沙苑与宇文泰合军，与高欢交战，擊破之。進位儀同三司。
538年，西魏文帝親征，宇文導为華州刺史留守。趙青雀、于伏德、慕容思慶乱起，宇文導在華州率軍討叛軍，捕于伏德，斬慕容思慶。進軍渭橋，与宇文泰軍合兵。平定趙青雀，宇文導晉爵位章武郡公，加侍中、開府儀同三司、驃騎大将軍、太子少保。
543年，東魏高仲密以北豫州降西魏，宇文泰擁皇太子元欽東征，宇文導为大都督、華東雍二州諸軍事，代行華州刺史。西魏軍敗北，東魏軍追擊至稠桑，知道宇文導在关中有備，才退兵。547年，为隴右大都督、秦南等十五州諸軍事、秦州刺史。
550年，北齐文宣帝称帝，宇文泰率西魏軍討北齐，西魏文帝派遣齐王元廓到隴右，代替召還宇文導。同年七月，宇文導任大将軍、大都督、三雍二華等二十三州諸軍事、駐屯咸陽。西魏軍归還，宇文導再回隴右。
宇文泰出征时，宇文導留守长安、为西魏朝廷看重。554年十二月，在上邽去世。享年44岁。加本官、追贈尚書令、秦州刺史。谥号孝。570年十一月，再追贈太師、柱国、豳国公。

## 家庭

### 夫人
- 李氏

### 子女
- 宇文广，北周柱国、秦州刺史、豳文公
- 宇文亮，北周上柱国、安州总管、杞国公
- 宇文廙，北周骠骑大将军、开府仪同三司、河州刺史、西阳昭公
- 宇文椿，北周上柱国、大司徒、杞国公
- 宇文众，北周天水郡公。宇文众在保定初年封为天水郡公，他年少时是个白痴，开口不语不同于常人，别人都不能揣摩他的心思。隋文帝杨坚接受禅让建立隋朝后，起初想要封宇文众为介国公，后来还是将宇文众以及宇文众的两个儿子宇文仲和、宇文孰伦一并诛杀[1][2]。周孝闵帝宇文觉武成元年十月，宇文众曾制造造像碑[3]。

## 传記資料
- 《周書》卷十 列传第二
- 《北史》卷五十七 列传第四十五

1. ↑  《周书·卷十·列传第二》：众字乾道。保定初，封天水郡公。少而不惠，语默不常，人莫能测。隋文帝践极，初欲封为介公，后复诛之，并二子仲和、孰伦。
2. ↑  《北史·卷五十七·列传第四十五》：众字乾道，少不慧，封天水郡公，为隋文所诛。
3. ↑  《金石录·卷三》：后周宇文众造像碑（闵帝武成元年十月。）